# Dendrocerus basalis
Dendrocerus basalis är en stekelart som först beskrevs av Thomson 1858.  Dendrocerus basalis ingår i släktet Dendrocerus och familjen trefåresteklar. Arten är reproducerande i Sverige. Inga underarter finns listade i Catalogue of Life.